# Československá demokratická iniciativa
Československá demokratická iniciativa (zkratka ČSDI) byla československá a česká politická strana existující v letech 1989–1990. Vycházela z tradic českého disentu, po sametové revoluci působila jako liberálně pravicový proud v rámci Občanského fóra a v červnu 1990 se transformovala do Liberálně demokratické strany.

## Dějiny a ideologie
Hlavními postavami ČSDI byli Bohumil Doležal a Emanuel Mandler, kteří spolupracovali již v 80. letech v disentu. V roce 1987 se podíleli na vzniku Demokratické iniciativy, která se jako jediný opoziční subjekt ještě před 17. listopadem 1989 snažila o oficiální registraci, o níž zažádala 11. listopadu 1989 (opětovně žádost o evidenci podali 18. prosince 1989). ČSDI se v původní žádosti z 11. listopadu vyslovila pro dodržování lidských práv a svobod a obnovu tržní ekonomiky, odmítnutí invaze vojsk Varšavské smlouvy do Československa v roce 1968, uspořádání svobodných voleb a přijetí nové ústavy. Když se po 17. listopadu chystal vznik Občanského fóra, nebyli předáci ČSDI o tomto okroku informováni (podle vzpomínek Emanuela Mandlera) a 19. listopadu 1989 bylo navíc vedení ČSDI krátce ještě zatčeno komunistickými bezpečnostními složkami a po několik hodin vazebně zadržováno. Pouze Karel Štindl (* 1938, literární historik) se schoval, unikl zatčení, zkontaktoval se s lidmi okolo Václava Havla, vedl s nimi polemiku ohledně programových obrysů rodícího se protitotalitního hnutí a večer 19. listopadu spolupodepsal zakládající listinu Občanského fóra.
Nakonec k formální registraci ČSDI došlo 31. ledna 1990. Doležal a Mandler se na přelomu let 1989–1990 stali v rámci kooptací poslanci Federálního shromáždění, čímž Československá demokratická iniciativa získala zastoupení v nejvyšším zákonodárném sboru. Díky jejich aktivnímu vystupování se strana stala viditelnou součástí rodícího se politického spektra. ČSDI tehdy spolupracovala s Občanským fórem, ale brzy se začala proti němu vymezovat. Ve volbách v červnu roku 1990 kandidovali Doležal i Mandler za Občanské fórum a stali se opět poslanci Federálního shromáždění, Karel Štindl byl za ČSDI na kandidátce OF zvolen do České národní rady. Ještě během června ale došlo k rozkolu a v následné době již ČSDI působila jako pravicová opozice vůči Občanskému fóru. 21. června 1990 byla ČSDI přejmenována na Liberálně demokratickou stranu, která existovala až do poloviny 90. let, ale nezískala výraznější vliv.